# COSMIC RESCUE/강해져라
《COSMIC RESCUE/강해져라》(COSMIC RESCUE／強くなれ)는 2003년 7월 2일 발매한 V6의 24번째의 싱글이다.

## 설명
- 더블A사이드 싱글은 3번째이다.
- 전작 싱글 《Darling》에 이어, 12번째 오리콘 싱글 차트 1위를 기록하였다.

## 수록곡
1. COSMIC RESCUE
  - 작사：시노자키 류이치, 작곡：세키 쥰지로우, 편곡：h-wonder
  - Coming Century 주연 영화 《COSMIC RESCUE》의 주제곡
2. 強くなれ
  - 작사/작곡：girls talk(mavie·mayu), 편곡：쿠메 야스타카
  - V6 출연 버라이어티 프로그램 TBS 계열 《학교에 가자!》 주제곡 , Play Station 2 전용 게임 〈마계 전생〉 TV-CM 타이업, V6 주연 영화 《Hard Luck Hero》 삽입곡
3. Come With Me/ Coming Century 초회한정반에만 수록
  - 작사：motsu, 작곡/편곡：미야코 케이이치
4. COSMIC RESCUE (Instrumental)
5. 強くなれ (Instrumental)